# Ворона, Никита Леонидович
Никита Леонидович Ворона (8 июля 1995, Барнаул, Россия) — российский футболист, нападающий.

## Карьера
Профессиональную карьеру начал в клубе ПФЛ «Академия», за которую сыграл 5 матчей и забил 1 гол. В дальнейшем выступал в молодёжном первенстве за «Кубань» и «Рубин». 22 февраля 2017 года перешёл в молдавский клуб «Академия УТМ». Дебютировал в чемпионате Молдавии 12 марта 2017 года в матче против «Динамо-Авто». Затем в том же году выступал за любительский клуб «Кубань Холдинг» из Павловской, но уже в межсезонье покинул команду. В сезоне 2018/19 году провёл 7 встреч за «Динамо» из Барнаула. Сезон 2019 года провёл в зоне «Сибирь» ЛФЛ, выступая за команду «Торпедо» из Рубцовска, в следующем году играл за команду в чемпионате Алтайского края. С 2021 года — в команде «Темп» Барнаул.